# Ridin' Wild (film 1922)
Ridin' Wild è un film muto del 1922 diretto da Nat Ross. Di genere western, sceneggiato da Ray Myers e Edward T. Lowe Jr. su un soggetto dello stesso Myers, il film aveva come interpreti Edward 'Hoot' Gibson, Edna Murphy, Wade Boteler, Otto Hoffman, Wilton Taylor.

## Trama

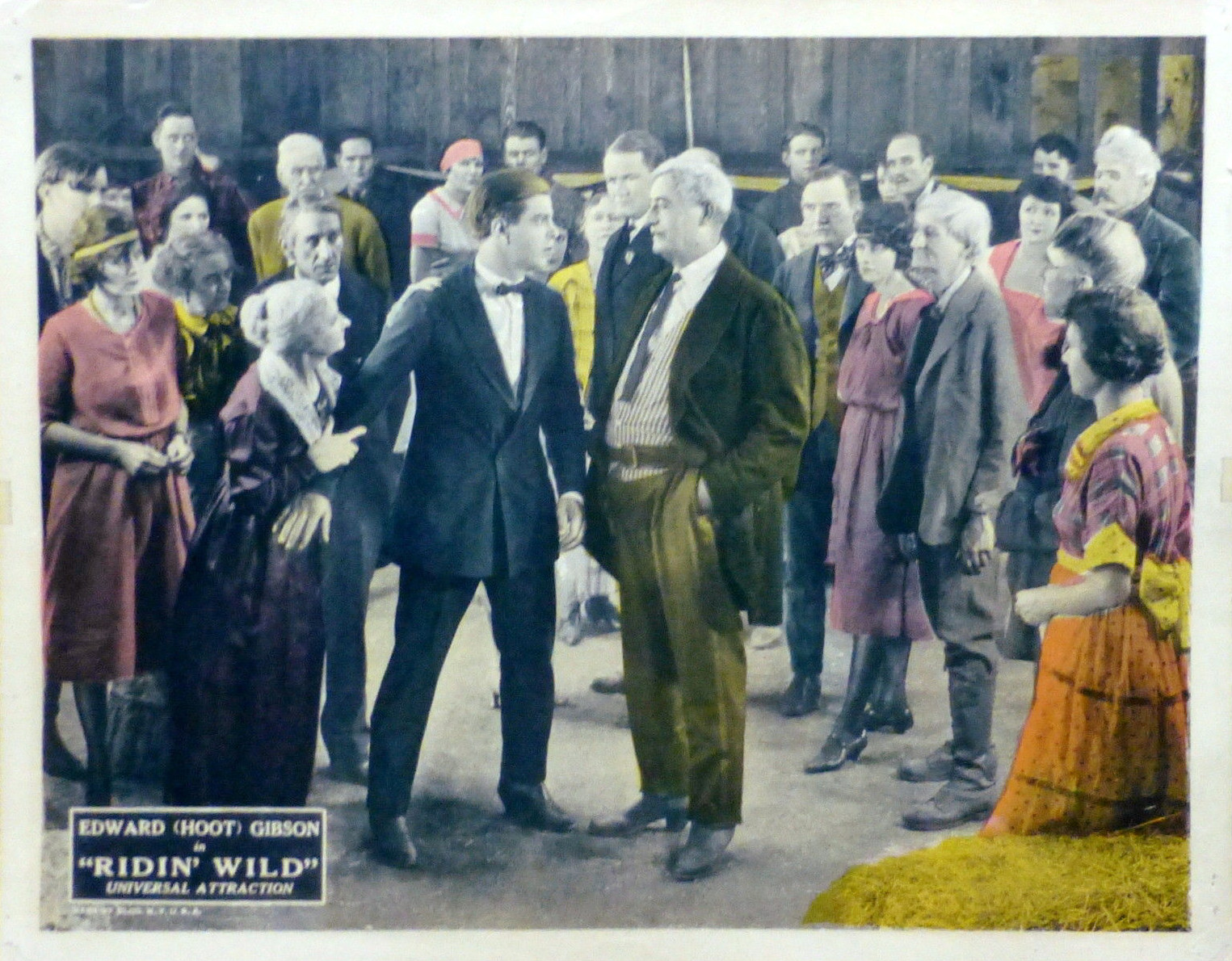
Gertrude Claire e 'Hoot' Gibson

L'educazione quacquera che Cyril Henderson ha ricevuto da sua madre, lo porta a essere una persona gentile e pacifica. Così, quando cerca di comportarsi da duro con Art Jordan, il bullo cittadino che sta corteggiando Grace, la ragazza di cui è innamorato, nessuno lo prende sul serio e i suoi buffi tentativi provocano solo grandi risate. Inutilmente, poi, cerca di addossarsi un omicidio accaduto in paese per il quale viene accusato il vecchio Henderson. Spinto ad agire, Cyril rapisce Grace e poi la lascia, si batte con Jordan e, alla fine, riesce a ottenere da lui la confessione del delitto. Assicurato il delinquente alla giustizia, Cyril e Grace possono cominciare una felice vita insieme.

## Produzione
Le riprese del film, prodotto dalla Universal Film Manufacturing Company, iniziarono a metà agosto 1922.

## Distribuzione
Il copyright del film, richiesto dalla Universal Film Manufacturing Co., fu registrato il 13 novembre 1922 con il numero LP18413.
Distribuito dalla Universal, il film uscì nelle sale statunitensi il 19 novembre 1922.
Non si conoscono copie ancora esistenti della pellicola che viene considerata presumibilmente perduta.